# オーパイ
オーパイ株式会社は、かつて総合飲料メーカーとして営業していた企業である。

## 特徴
乳酸飲料「オーパイ」を初めとする清涼飲料水のほか、ゼリー、冷菓、みりん風調味料などの製造販売を行っていた。さらにガラス瓶、ペットボトルなどの卸売を手掛けていた時期もある。
同社のみりん風調味料は
- 中国地方
- 四国地方（愛媛県、香川県）
- 九州地方（北九州地区）

で知名度が高く、同社は日本で4位のシェアを持っていた（1991年時点）。
CMには広島出身のフリーアナウンサーでタレントの柏村武昭が出演していた時期もあった。
ちなみに社名のオーパイは「王様の杯」を意味する造語である。乳酸飲料から誤解されやすいが、おっぱいとは関係がない。
「王様の杯」→「王(の)杯」→「オウパイ」→「オーパイ」

## 歴史、沿革
1963年、ガラス瓶卸売業者「株式会社清水商店」の子会社として広島県広島市に設立された。主に西日本で営業を行っていたが、1988年、群馬県利根郡月夜野町（後のみなかみ町）に関東工場を新設し、東日本に進出。他の飲料メーカーや流通業者向けのOEM商品も手掛けて事業を拡大していった。1994年には清水商店と合併している。
1997年度には売上高が127億円に達したが、同年、経営者が交通事故のため急逝。翌年から自社製品の売上不振などが原因で赤字に転落。不採算部門からの撤退などを進めたものの、2000年、資金繰りが悪化し民事再生法の適用を申請した。
その後、広島県内の資産を売却して本社を関東工場内へ移し、一時は250種以上あった自社ブランド商品の多くを生産中止として、OEM専業メーカーに近い形でペットボトル飲料の製造を続けた。2004年に再生手続きを終結したものの、受託先の飲料メーカーが製品の内製化を進めるなどして受注が減少し、2007年3月には再び民事再生法の適用を申請するに至る。同年6月にハルナビバレッジ株式会社と事業譲渡契約を結び、土地建物、設備、従業員等がハルナビバレッジが新たに設立した子会社「タニガワビバレッジ」へ引き継がれることとなった。

### 株式会社清水商店
- 1948年 - 広島県呉市に設立される。
- 1988年 - 群馬県利根郡月夜野町（後のみなかみ町）に関東工場を新設する。
- 1994年 - オーパイ株式会社と合併する。

### オーパイ株式会社
- 1963年 - 株式会社清水商店の子会社として、広島県広島市に設立される。
- 1994年 - 清水商店と合併する。本社を呉市におく。
- 2000年 - 民事再生法の適用を申請する。
- 2002年 - 本社を月夜野町に移転する。
- 2004年 - 本社敷地内にマルサンアイ株式会社関東工場が建設される。
- 同年 - 再生手続き終結の決定を受ける。
- 2007年 - 民事再生法の適用を申請する。
- 同年 - ハルナビバレッジ株式会社と事業譲渡契約を結ぶ。

## 商品
同社が自社ブランドで発売していた商品の一部を列挙する。

### 清涼飲料等
- オーパイ（乳酸菌飲料）
- ヨーグルウォーター（乳酸菌飲料）
- メリア（シャンメリー）
- オーパイサイダー
- くるくるフルーツミルクのもと（牛乳希釈用）
- とっておきフルーツ アップル、グレープ、オレンジ（アルミパウチ飲料）
- スリムアップル、スリムホワイト（ノンカロリーのパウチ飲料）
- 三国山系谷川源水
- ソフトコーヒー（缶入りのコーヒー入り清涼飲料）

### 氷菓用キャンディー（ポリドリンク）
- フルーツたっぷり100%
- フルーツミックス100
- クリームソーダ
- ポンタロー
- ピンタロー
- ポッキンサワー
- 甘味処 しるこ風味
- バーバパパフルーツ50、バーバパパミルク入り
- 夏いただき!すいか&メロン
- ぶどうたっぷり100%、マスカットたっぷり100%、りんごたっぷり100%、パイナップルたっぷり100%

### ゼリー
- くるりんフルーツ・ごっくんゼリー
- 甘味処 くずもちゼリー
- バーバパパフルーツゼリー
- 巨峰&マスカット
- ラムネゼリー
- しそゼリー

### 調味料
- 料理味（みりん風調味料）
- 料理酒（醸造調味料）
- 煮物だし（液体調味料）

## 関連企業
- サボリー株式会社 - 健康飲料などを発売していた。本社は群馬県月夜野町（1997年時点）。